# Lapplandsjägare
En lapplandsjägare var en jägarsoldat, befäl eller officer utbildad och/eller verksam vid tidigare Lapplands jägarregemente (I 22/Fo 66 eller I 22/GJ 66) i Kiruna garnison. I mitten av 80-talet krigsorganiserades åtta gränsjägarkompanier, ett mindre antal fristående gränsjägarplutoner, åtta fristående jägarkompanier och två fördelningsunderrättelsekompanier samt att det gjordes försök med ett så kallade fjärrjägarkompani. Populärt, men felaktigt, är att sammanblanda Lapplandsjägare med Norrlandsjägare, vilka utbildas vid Norrlands dragonregemente (K 4) i Arvidsjaurs garnison.